# Tadeusz Rozdeiczer-Kryszkowski
Tadeusz Rozdeiczer-Kryszkowski (pierwotnie Rozdejczer) (ur. 12 maja 1905 w rodzinnym majątku Kryszkowice; zm. 3 stycznia 1984 w Warszawie), polski prawnik, pracownik struktur rządowych II RP, aktywny działacz kontrwywiadu oraz Komendy Głównej Armii Krajowej, powstaniec warszawski, filister Korporacji Akademickiej Sarmatia.

## Życiorys
Syn Karola (prawnika) i Marii z Saryusz-Woyciechowskich, właścicieli majątku ziemskiego Kryszkowice w powiecie Nieszawa. Absolwent Gimnazjum im. A. Mickiewicza w 1923. Ukończone na Wydziale Prawa Uniwersytetu Warszawskiego studia uzupełnił na Sorbonie i w Instytucie Prawa Międzynarodowego w Paryżu. W 1923 wstąpił do Korporacji Akademickiej Sarmatia. W latach 1931–1936 odbył aplikację sądową i adwokacką, po czym rozpoczął pracę w administracji państwowej, początkowo w Biurze Akcji i Planowania Prezydium Rady Ministrów, zaś po upływie roku w Ministerstwie Przemysłu i Handlu, w Wydziale Polityki Handlowej i Traktatowej, gdzie był kierownikiem referatu Bałkany.
Po wybuchu wojny jako wyższy urzędnik ministerstwa nie został zmobilizowany. Początkowo ewakuowany był do Lublina, skąd powrócił do Warszawy, gdzie podjął pracę w firmie podlegającej Wydziałowi Gospodarki dystryktu warszawskiego Generalnego Gubernatorstwa, co ułatwiło mu pracę w konspiracji. W 1940 był więziony na Pawiaku, lecz po miesiącu został wykupiony. Od 1942 pracował w Kontrwywiadzie Oddziału II Komendy Okręgu Warszawskiego Związku Walki Zbrojnej. Zajmował się gromadzeniem i oceną napływających z miasta informacji o wydarzeniach i ludziach. Wiosną następnego roku przeszedł do Wydziału Informacji Politycznej Biura Informacji i Propagandy Komendy Głównej Armii Krajowej. Tam jego zadaniem był kontakt z organizacjami politycznymi oraz wojskowymi centrowymi i prawicowymi. W kolejnym roku opracował na polecenie rządu w Londynie rozprawę: „Ewentualność unii gospodarczej Polski i Czechosłowacji”. Podczas powstania warszawskiego (pseudonim "Radny") przeżył jako jedyny wśród załogi stacji UKF w skład której wchodził. Został awansowany do stopnia porucznika.
Po wojnie powrócił do pracy w administracji państwowej, gdzie pełnił wiele odpowiedzialnych funkcji, między innymi zajmował stanowisko w Dziale Handlu Zagranicznego Biura Komitetu Ekonomicznego Rady Ministrów, był dyrektorem Departamentu Polityki Handlowej i Traktatów Ministerstwa Żeglugi i Handlu Zagranicznego, zastępcą dyrektora naczelnego Centrali Handlu Zagranicznego w „Społem”, kierownikiem działu w Banku Gospodarstwa Krajowego, kierownikiem inwestycji w Towarzystwie Osiedli Robotniczych, kierownikiem Działu Projektowania Badań Naukowych w Polskiej Akademii Nauk, kierownikiem Działu Ekonomiczno–Finansowego w Zarządzie Głównym Polskiego Towarzystwa Turystyczno-Krajoznawczego, dyrektorem Centrali Kursów przy Zarządzie Głównym Polskiego Towarzystwa Ekonomicznego, a następnie Dyrekcji Studiów Zaocznych w Warszawie, starszym projektantem w Instytucie Planowania przy Komisji Planowania przy Radzie Ministrów, a także zastępcą kierownika Ośrodka Dokumentacji i Studiów Chrześcijańskiego Stowarzyszenia Społecznego w Warszawie. Zmarł po długiej chorobie 3 stycznia 1984 w Warszawie. Pochowany został na cmentarzu w Pyrach.
Za swoje zasługi był odznaczony między innymi Srebrnym Krzyżem Zasługi z Mieczami oraz Krzyżem Kawalerskim Orderu Odrodzenia Polski